# اندیس آهن آقچری
آهن آقچری یک اندیس فلزی است که در حوالی شهر لنکران استان قزوین قرار دارد و مادهٔ معدنی موجود در آن، آهن است.  